# Sanctions contre l'Irak
Les sanctions contre l'Irak sont essentiellement constituées d'un embargo mis en place contre l'Irak le 6 août 1990 à la suite de l'invasion du Koweït survenue quatre jours plus tôt. L'embargo s'est terminé en mai 2003, même si des sanctions partielles sont restées en place durant plusieurs années.

## Histoire
Ces sanctions ont été initialement mises en place peu de temps avant la guerre du Golfe par la résolution 661 du Conseil de sécurité, elles sont restées telles quelles lors de l'arrêt de ces opérations militaires, à la suite de la résolution 687 du Conseil de sécurité. Toute levée de sanction est déterminée par la reconnaissance des frontières entre l'Irak et le Koweït, de supprimer toute sa capacité militaire en termes de missiles balistiques, de renoncer à l'adoption de tout armement de destruction massive, de reconnaître sa dette extérieure et de financer un fonds de dédommagement pour la guerre du Golfe. 
Dès 1991, un programme « pétrole contre nourriture » est proposé par les  résolutions 706 et 712, mais cette proposition fait face au refus du régime irakien.
En avril 1995, la résolution 986 du Conseil de sécurité met en place le programme Pétrole contre nourriture, ce programme fonctionnera de décembre 1996 jusqu'en 2003. Il est petit à petit déplafonné.
En mai 2002, le régime des sanctions contre l'Irak est assoupli à la suite de la résolution 1409 du Conseil de sécurité, la résolution vise à définir plus clairement les biens à doubles usages qui ne peuvent être échangés, alors que jusqu'à présent les membres du conseil de sécurité pouvait interdire au coup par coup certains transactions. En mai 2003, à la suite de la Guerre d'Irak, les sanctions sont en grande partie levées par la résolution 1483 du Conseil de sécurité, avec l'accord du Royaume-Uni et des États-Unis qui avaient précédemment mis leur veto à cette levée des sanctions.
En décembre 2010, trois résolutions du Conseil de sécurité suppriment les dernières dispositions liées aux sanctions internationales.

## Contenu et impact
Les sanctions devaient initialement permettre le commerce des produits alimentaires ainsi que des produits médicaux. Elles déterminent explicitement un embargo sur toutes ventes d'armes. Cependant l'ensemble des sanctions ont souvent été décrites comme peu efficaces, affectant plus la population civile que le régime, alors que le but était justement d'éviter que la population soit affectée, tout en étant largement inefficace de par la corruption et la contrebande de pétrole. En 1991 avant même la guerre du Golfe, l'Irak sort de la guerre Iran-Irak, il est fortement endetté, son économie est soutenue essentiellement par le secteur pétrolier, 70 % de sa nourriture est importée. A cela s'ajoute les dégâts de la guerre du Golfe qui ont détruit les infrastructures d'assainissement, restreint drastiquement l'accès au soin, ce qui a provoqué d'importantes épidémies, sans compter la mise en place d'un blocus maritime et d'un arrêt de la circulation aérienne. Ces sanctions réduisent drastiquement les volumes d'exportations et d'importations irakiennes de l'ordre de 90 à 97 %. Le tout sans avoir permis de renverser le régime en place.
Le programme Pétrole contre nourriture malgré son nom ne porte pas uniquement sur la nourriture mais également sur les produits médicaux, les produits permettant la remise en place des systèmes d'assainissements, d'éducation, d'électricité, d'agriculture, de logement et même de l'industrie pétrolière. Finalement, ce programme a permis l'allocation en moyenne de 4 milliards de dollars par an pour la reconstruction du pays et ses besoins primaires. Ce programme possède notamment des limites importantes, déjà par la faiblesse des sommes allouées, 4 milliards de dollars par an pour tous les besoins de 22 millions de personnes, mais également par la faible possibilité d'avoir des produits comme le chlore, utilisé dans l'assainissement, de par sa possible utilisation militaire. Ainsi en 1999, la population n'a qu'un faible accès à l'eau potable, le système de santé n'est pas rétabli depuis la guerre, des épidémies liées à la situation sanitaire sont courantes. La population subit une forte pauvreté, avec une mortalité infantile importante. Le tout ayant entraîné approximativement et indirectement, selon le régime bassiste alors en place, un demi-million de morts de par l'augmentation de la mortalité infantile, chiffre qui monte à 1 million si l'on prend en compte la hausse de la mortalité de la population entière. Ces chiffres sont par la suite lourdement remis en question à la suite de plusieurs études démographiques faites à partir de 2003, qui concluent à une possible altération des chiffres de la mortalité infantile par le régime irakien de Saddam Hussen pour des raisons politiques.
Parmi les points positifs de ces sanctions, elles ont permis de mettre en place un fonds de réparation de guerre efficace et de flécher des fonds vers les besoins alimentaires de la population, en restreignant drastiquement les investissements dans l'armement du régime.